# Ratscha
Koordinaten: 42° 38′ 10″ N, 43° 26′ 10″ O

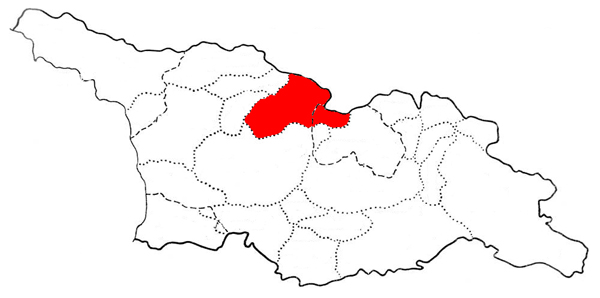
Die Lage von Ratscha in Georgien

Ratscha (georgisch რაჭა, rɑt͡ʃʼɑ) ist eine historisch-geographische Provinz in Georgien. Sie liegt im nordöstlichen Westgeorgien, in der Rioni-Schlucht. Im Norden wird Ratscha von Russland (mit der Republik Nordossetien-Alanien und auf einem kurzen Abschnitt Kabardino-Balkarien), im Nordwesten von der historisch georgischen Provinz Swanetien, im Westen von Letschchumi, im Süden von Imeretien und im Osten vom historischen Kartlien (heute Innerkartlien, de facto Südossetien) begrenzt. Ratscha war historisch in drei Teilprovinzen gegliedert: Berg-Ratscha (georgisch მთის რაჭა, Mtis Ratscha), Oberratscha (ზემო რაჭა, Semo Ratscha) und Niederratscha (ქვემო რაჭა, Kwemo Ratscha). Heute ist Ratscha Teil der Region Ratscha-Letschchumi und Niederswanetien und umfasst die Munizipalitäten Ambrolauri und Oni.